# Мальцево (Мордовия)
Мальцево — село в Торбеевском районе. Население 349 чел. (2001), в основном русские. Входит в состав Варжеляйского сельского поселения.
Расположено в 12 км от районного центра и железнодорожной станции Торбеево; разделено речкой Шувергой. Образовано в 17 в. Название-антропоним: основателями этого населённого пункта были служилые люди Мальцовы (Мальцевы). В «Списке населённых мест Тамбовской губернии» (1862) Мальцево (Богородицкое) — село владельческое из 59 дворов (513 чел.); был конный завод. По подворной переписи 1882 г., в Мальцеве — 94 двора (525 чел.). В 1930-е гг. был создан колхоз «Штурм комсомола». В 1972 г. в связи с разукрупнением птицефабрики «Светлый путь» был организован совхоз, с 1992 г. — СХПК «Мальцевский». В селе имеются основная школа, библиотека, Дом культуры, магазин; памятник землякам, погибшим в годы Великой Отечественной войны; Покровская (Рождественская) церковь (построена во имя Рождества Христова в 1796 г. на средства помещиков Приклонских). На территории села 3 пруда, в окрестности — залежи торфа. В Мальцевскую сельскую администрацию входит д. Селижай (1 чел.).

## Источник
- Энциклопедия Мордовия, В. П. Лузгин.